# پیتر جنینگز
 پیتر جنینگز (انگلیسی: Peter Jennings؛ ۲۹ ژوئیهٔ ۱۹۳۸ – ۷ اوت ۲۰۰۵) یک خبرنگار اهل ایالات متحده آمریکا بود. وی بین سال‌های ۱۹۵۹ تا ۲۰۰۵ میلادی فعالیت می‌کرد.